# Wohlfahrtskapitalismus
Der Wohlfahrtskapitalismus ist ein Wirtschaftskonzept aus den USA, das insbesondere Ende des 19./Anfang des 20. Jahrhunderts viel diskutiert wurde. Im Kerngehalt sollen wirtschaftsstarke Unternehmen selbstständig zur Verringerung sozialer Ungleichheiten beitragen. Dabei erstreckt sich das Engagement des Unternehmens zum einen auf Wohltätigkeit für seine Angestellten, zum anderen aber auch auf Maßnahmen, das Humankapital der Angestellten umfassend für den Produktionsprozess verfügbar zu machen.

## Ursprung
Das Konzept des Wohlfahrtskapitalismus stammt aus der Industrialisierung der USA um 1880 und wird als eine der Hauptursachen für das Entstehen der NPOs in den USA gesehen. Insbesondere die Erfahrung des Entstehens der UdSSR und den Problemen mit der sog. sozialen Frage in Europa hat die Suche nach alternativen Konzepten beschleunigt: Aus Sicht der Unternehmer war die freiwillige Einrichtung eines Wohlfahrtssystems für ihre Arbeitnehmer ein einfaches Mittel, eine drohende Sozialgesetzgebung durch freiwillige Lösung der Probleme zu verhindern und damit letztlich mehr Entscheidungskompetenzen behalten zu können.

## Vorteile
Aus Sicht des Unternehmers sind die Angestellten durch eine bessere Einbindung in den Produktionsprozess motivierter, produktiver und identifizieren sich auch bei unliebsamen Unternehmensentscheidungen stärker mit dem Unternehmen. Aus Sicht des Angestellten sind die Arbeiten vielseitiger und interessanter, zudem werden vom Arbeitgeber wichtige Sozialleistungen erbracht.

## Kritik
- Die Absichten des Unternehmers sind nicht humanitärer Art, vielmehr geht es um die Ausbeutung unerschlossener Potenziale seiner Angestellten.
- Die Sozialversorgung richtet sich daher nur an Menschen, die bereits ein Einkommen erwirtschaften können. Erwerbslose oder erwerbsunfähige Menschen (Arbeitslose, Hausfrauen, Behinderte etc.) haben dagegen keinen Zugang zu Sozialleistungen.
- Durch die sozialen Programme werden scharfe Abhängigkeitsverhältnisse zwischen Arbeitgeber und Arbeitnehmer geschaffen, die stark auf willkürlichem Gutwillen des Arbeitgebers beruhen.
- Der Zugang zu sozialen Leistungen und Programmen ist stark von der ökonomischen Situation und Stärke des jeweiligen Unternehmens abhängig. Stärkere Unternehmen können großzügigere Leistungen bereitstellen als kleinere und schwächere Unternehmen, der soziale Ausgleich bleibt somit beschränkt. Ebenfalls würde ein Effekt der automatischen Stabilisierung bei Konjunkturschwankungen größtenteils ausbleiben, da die Bereitschaft und Fähigkeit der Unternehmen, Wohlfahrtsausgaben zu tätigen, in ökonomisch schwierigen Gegebenheiten deutlich zurückgehen würde.